# Joe Appiah
Joseph Emmanuel „Joe“ Appiah (* 16. November 1918 in Adum, Kumasi, Ghana; † 6. Juli 1990 in Kumasi, Ghana) war einer der bekanntesten Juristen, Diplomaten und Politiker Ghanas. Besonders in den 1940er und 1950er Jahren engagierte sich Appiah in der damaligen britischen Kolonie Goldküste für die Unabhängigkeit des Landes. Er gilt als Verfechter panafrikanischer Ideen.

## Ausbildung
Joe Appiah wurde als Schüler am Wesley College, Mfantipim, Ghana unterrichtet. Er wurde am Middle Temple in London zum Juristen ausgebildet. Im Zweiten Weltkrieg war Appiah Transportoffizier zunächst mit Dienst in Takoradi und später in Freetown, Sierra Leone im Dienst der United Africa Company.

## Karriere
Bereits während seines Aufenthaltes in England wurde er Vorsitzender der West African Students’ Union (WASU). In dieser Zeit gelang es Appiah, zu den führenden Unabhängigkeitspolitikern Afrikas teilweise engen Kontakt aufzunehmen. Auch Kwame Nkrumah, später Ghanas erster Präsident, zählte zum engen Freundeskreis von Joe Appiah. Nkrumah wurde Trauzeuge bei Appiahs Hochzeit mit Peggy Cripps im Jahr 1953. Die Hochzeit zwischen Joe und der späteren Autorin Peggy erregte als Heirat einer Weißen der britischen Oberschicht mit einem Afrikaner erhebliche Medienaufmerksamkeit.
Appiah und seine Familie kehrten am Ende des Jahres 1954 nach Ghana zurück. Bald darauf zerbrach die enge Freundschaft mit Kwame Nkrumah und Appiah wurde ein Anhänger der Partei National Liberation Movement (NLM). Bei den Wahlen des Jahres 1957 errang er für die Partei NLM den Parlamentssitz für den Wahlkreis Atwima-Amansie. Nkrumah wandelte die junge Demokratie Ghana kurz nach der Unabhängigkeit kontinuierlich in einen Einparteien-Staat um. Um der immer stärkeren Kraft Nkrumahs geschlossen entgegenzutreten und aufgrund eines neuen Parteiengesetzes, das fast alle Oppositionsparteien trotz verschiedener Parlamentssitze verbot, schlossen sich beinahe alle Oppositionsparteien zur United Party (UP) zusammen. Auch Appiah war ein wichtiges Mitglied der UP, neben J.B. Danquah, Kofi Abrefa Busia und Nii Amaa Ollennu.
Aus Anlass eines gegen ihn gerichteten Attentats ließ Nkrumah im Jahr 1961 die wichtigsten Oppositionspolitiker in Haft setzen. Die Haft von Appiah und bekannten weiteren Oppositionspolitikern wie J. B. Danquah und Victor Owusu begann am 3. Oktober 1961 und wurde durch Nkrumah auf verschiedene Deportationsgesetze gestützt, die zwischen 1957 und 1958 in Ghana in Kraft traten, um die politische Opposition zu zerschlagen. Appiah wurde im Ussher Fort inhaftiert. Am 23. Oktober folgten weitere Inhaftierungen auch von Mitgliedern der Regierung unter Nkrumah wie Ebenezer Ako-Adjei oder Tarwiah Adamafio. Die Inhaftierten wurden niemals einem Gericht zugeführt, sondern saßen ohne Anklage in Haft. Ihnen wurden Hochverrat und Verschwörung gegen die ghanaische Regierung und direkt gegen Nkrumah vorgeworfen.
Noch vor dem Sturz Nkrumahs durch einen Militärcoup im Jahr 1966 durch Akwasi Amankwaa Afrifa wurde Appiah Ende 1962 aus seiner politischen Haft entlassen. Zunächst arbeitete er erneut in seiner Anwaltskanzlei und wurde nach dem Ende der Regierung Nkrumahs zu einer bedeutenden Person des diplomatischen und politischen Lebens in Ghana bis zu seinem Ruhestand im Jahr 1978. Appiah gründete die Justice Party im Jahr 1969/1970 aus der damals durch die Inhaftierung des Vorsitzenden der National Alliance of Liberals (NAL) Komla A. Gbedemah führungslosen NAL und drei weiteren kleinen Parteien.
Appiah war unter dem Militärdiktator Ignatius Kutu Acheampong zwischen Januar 1972 und 1978 mit dem Amt des Kommissars und Sonderberaters des Staatschefs Acheampong betraut.
Nach seinem Rücktritt aus der aktiven Politik zog sich Appiah nach Kumasi zurück und ging seinen Pflichten als Mitglied der königlichen Familie in Kumasi nach.

## Sonstiges
Appiah war Präsident der ghanaischen Rechtsanwaltskammer.

## Familie
Joe Appiah ist der Sohn von James Appiah und Adwoa Akyaa. Beide Eltern stammen von der bedeutendsten königlichen Familie Ghanas ab, die den Asantehene stellen. James Appiah war Schulleiter und Ältester der Methodisten-Kirche.
Joe Appiah lernte während seiner beruflichen Ausbildung in England seine spätere Frau Peggy Cripps, die jüngste Tochter von Sir Stafford Cripps und seiner Frau Isobel Swithenbank kennen. Beide heirateten im Beisein führender ghanaischer Unabhängigkeitskämpfer im Jahr 1953 und verbrachten die meiste Zeit ihres Lebens in Ghana. Kwame Anthony Appiah (* 1954), Isobel Appiah, Adwoa Appiah und Abena Appiah sind gemeinsame Kinder aus dieser Beziehung.
Appiah ist auf dem Friedhof in Old Tafo (Old Tafo Cemetery), einem heutigen Stadtteil von Kumasi, beigesetzt worden.

## Schriften
- Joe Appiah. The autobiography of an African patriot. New York: Praeger, 1990. ISBN 0-275-93672-4